# Mundo Novo (Bahia)
Mundo Novo is een gemeente in de Braziliaanse deelstaat Bahia. De gemeente telt 25.245 inwoners (schatting 2009).

## Geboren
- Fabiano Ribeiro de Freitas (1988), voetballer